# Lockerz

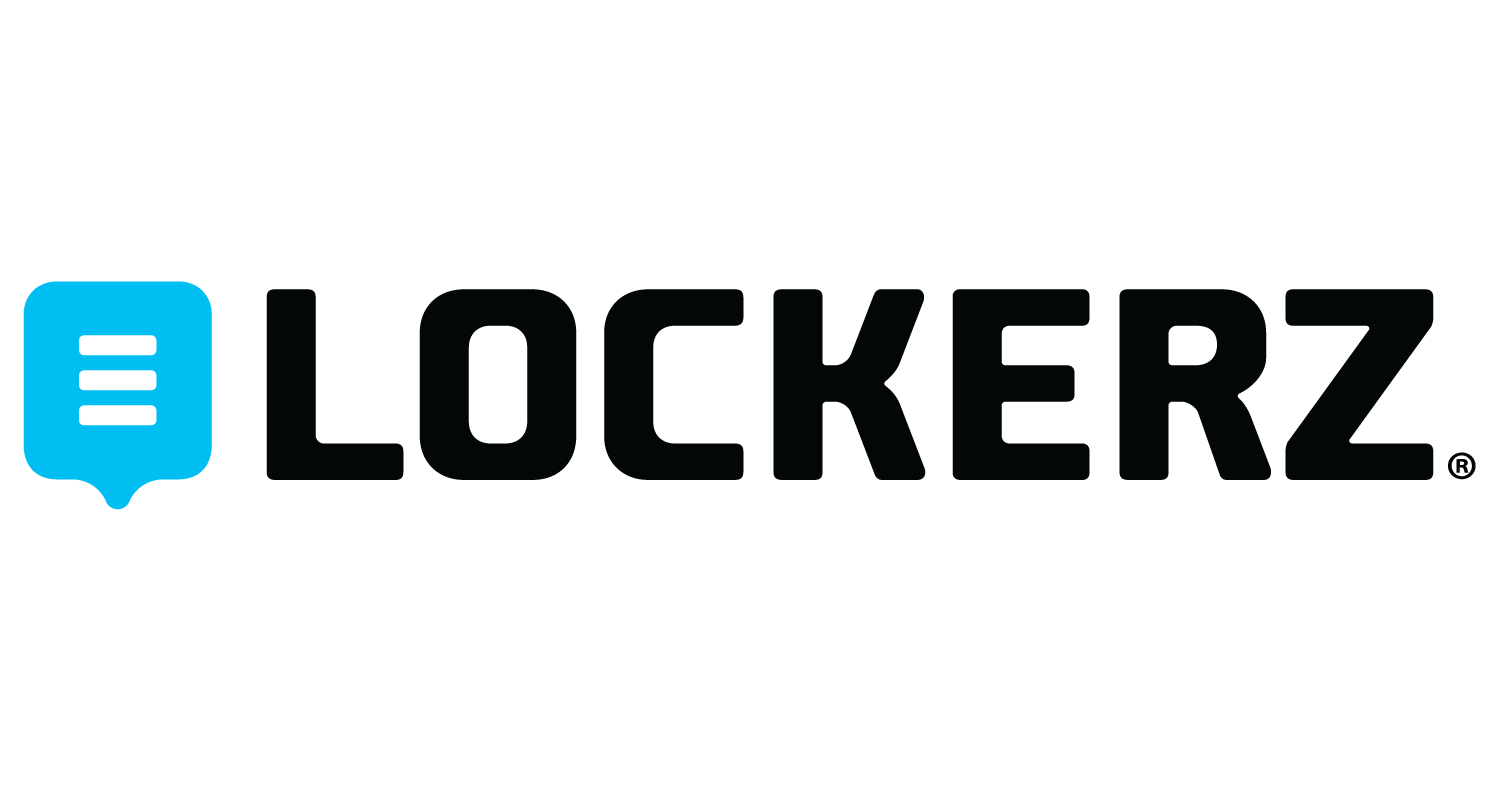
Logo de Lockerz

Lockerz.com était un site internet de réseautage social et de commerce électronique qui a été lancé en 2009 basé à Pittsburgh (mais disposant aussi de bureaux à Seattle). Le site était basé sur un système de points Lockerz, ou « PTZ », qu'il s'agissait de cumuler notamment en se connectant régulièrement, en visionnant de courtes vidéos, en répondant à des questionnaires et des sondages, ou encore en achetant des produits Lockerz. Les PTZ pouvaient être utilisés pour obtenir des réductions auprès de marques de vêtement, de produits électroniques, d'accessoires de modes ou d'autres produits issus du « Lockerz SHOP». Étaient visés les hommes et les femmes entre 13 et 30 ans, parfois surnommés la « Génération Z ». La plupart des membres du site venaient des États-Unis, du Canada, d'Europe de l'Ouest, du Brésil ou d'Australie. Environ 3 000 d'entre ont fait partie du « Lockerz Advisory Board » (ou « LAB »), et on testé les nouvelles fonctionnalités avant leur diffusion au grand public.
Avec le rachat de Plixi.com en janvier 2011 pour près de 11 Millions de dollars, devenu entretemps « Lockerz Photos », Lockerz fournissait aussi un service d'hébergement de photo pour les utilisateurs de Twitter.
Le site a également produit une série baptisée The Homes, avec Chelsea Kane.

## Historique
Le CEO du site est Kathy Savitt, qui travaillait avant le lancement au département « Strategic Communications, Content and Initiatives » du site Amazon.com ; elle a également été Directrice en chef du Marketing chez American Eagle Outfitters. La compagnie Liberty Media est détentrice de 43 % du capital du site.

## Controverse
Le site Lockerz est basé sur un modèle économique proche de la vente pyramidale, à ceci près que pour accéder à un produit, l'utilisateur ne doit pas payer mais faire en sorte que ses amis s'inscrivent, participent à des questionnaires marketing ou souscrivent à des essais de produits (souvent pour 30 jours, avec le risque que le service soit facturé si la désinscription n'a pas lieu au bon moment), fournissent des données personnelles etc.[réf. nécessaire]
Des plaintes d'utilisateurs dénoncent également des distributions hasardeuses et arbitraires des produits par Lockerz.com[réf. nécessaire].